# 파일드구

파일드구의 위치

파일드구(영어: Borough of Fylde)는 잉글랜드 랭커셔주에 위치한 비도시 자치구로 중심 도시는 리섬세인트앤스이며 인구는 77,042명(2014년 기준), 면적은 165.7km2이다.